# Guido Papa
Gui Pape (anche Guy Pape o Guy de La Pape), in italiano citato come Guido Papa (Saint-Symphorien-d'Ozon, 1402 circa – Grenoble, 1487 circa) è stato un giurista francese del XV secolo, avvocato e consigliere delfinale a Grenoble.

## Biografia
Nel 1430 Guido Papa completò gli studi di legge all'Università di Pavia ottenendo il dottorato in utroque iure. Nel 1440 gli fu assegnato un ufficio presso il Consiglio Delfinale. Lo mantenne quando, dentro 1453, il Consiglio delfinale venne eretto in parlamento. Morì dopo il 1475.
Il suo nome è rimasto legato alla sua giurisprudenza.
Gli è stato intitolato un parco sul sito della Bastiglia a Grenoble.

## Opere
- (LA) Consilia, Erben, Sigmund Feyerabend, 1594.